# Wart Kamps
Pour les articles homonymes, voir Kamps.
Wart Kamps, né le 5 juillet 1977 aux Pays-Bas, est un acteur néerlandais.

## Filmographie

### Cinéma
- 2011 : Een bizarre samenloop van omstandigheden (nl) de Joost Reijmers : Zwager van Jacob[2]
- 2012 : Zombibi de Martijn Smits et Erwin van den Eshof : Pieter[3]
- 2015 : Vonk de Kuba Szutkowski et Edgar Kapp : Le garçon délivre[4]
- 2017 : Cavy World Cup de Maria Philips